# Samira Khalil
Samira Khalil (en árabe: سميرة الخليل‎ ), nacida en 1961, es una disidente siria, presa política y activista revolucionaria de la región de Homs en Siria. Es defensora de los derechos de la mujer y miembro del Partido Comunista de los Trabajadores. Fue arrestada y estuvo detenida durante cuatro años, de 1987 a 1991, por su oposición al gobierno de Al-Assad en Siria. Está actualmente desaparecida tras haber sido secuestrada por el Ejército del Islam en Duma, en la región de Al Ghuta, en la periferia a unos 10 kilómetros de Damasco, el día 9 de diciembre de 2013, junto con sus compañeros activistas: la escritora Razan Zaitouneh, su marido Wael Hamada y el poeta y abogado Nazem Hammadi.

## Biografía
Después de su encarcelamiento en los años ochenta, Khalil dirigió una editorial primero para posteriormente centrar sus esfuerzos en colaborar con familias de personas detenidas y en escribir sobre las detenciones que se estaban produciendo en Siria. Antes de su secuestro, estaba trabajando para ayudar a las mujeres de Duma a mantenerse de forma autónoma mediante pequeños proyectos empresariales que les generaran ingresos y se quedó en la ciudad pese al peligro para establecer dos centros de la mujer.
Tanto Khalil como su marido, el reconocido intelectual, médico, escritor y activista Yassin al-Haj Saleh, al que ella llamó “su compañero de vida”, fueron torturados en las cárceles del régimen sirio, igual que otras personas presas políticas comunistas demócratas. Ella estuvo cuatro años en prisión, de 1987 a 1991, y él dieciséis años. Khalil huyó de Damasco en 2013, dos años después de la revolución siria, para escapar de la policía de Bashar al-Asad. Desde su refugio en Duma, concretamente en un lugar llamado Al-Ghuta, fue tomando notas de lo que acontecía. Allí fue secuestrada por Yeish al Islam (Ejército del Islam), grupo armado apoyado por los saudíes, junto a otros tres iconos de la revolución siria, Razan Zaitouneh, Wael Hamada y Nazem Hammadi.
Su libro Diario del asedio a Duma 2013 recoge sus impresiones de los meses que vivieron bajo las bombas, antes de ser secuestrada. Desde su secuestro sigue desaparecida y se desconoce si está viva. Las notas de Khalil pudieron llegar dispersas y fotocopiadas a su marido, que había conseguido ponerse a salvo en Turquía. Él las organizó y complementó con otros textos de la escritora publicados en sus redes sociales, copiados y reproducidos por otras personas. En el libro se recogen además de textos propios de Yassin, dos columnas finales de Elias Khoury, escritor y periodista libanés, y la introducción, muy amplia, de Santiago Alba Rico, columnista español. La traducción, considerada coherente y excelente, y las notas explicativas corresponden a Naomí Ramírez, arabista y observadora de la guerra siria. Yassin Al-Haj Saleh vive exiliado en Estambul, en Turquía. En 2012, fue galardonado con el Premio Príncipe Claus de Holanda “por el impacto social de sus escritos”.
Samira Khalil y su marido Yassin al-Haj Saleh fueron objeto del documental Nuestro terrible país (Baladna Alraheeb, en inglés Our terrible country), que documentaba la vida de la pareja en el periodo anterior al secuestro de Khalil en 2013.

## Reconocimientos
Khalil fue galardonada con el premio Petra Kelly de la Fundación Heinrich Böll en 2014 por su trabajo en el Centro para la Documentación de Violaciones en Siria.